# 金孝讓
金孝讓（韩语：／ Kim Hyoyang，？—？），新羅第三十八代君主元聖王金敬信的父親。
金孝讓是金魏文（김위문）（一作迊干金訓入（잡간 김훈입））與興吉王后金氏（흥길왕후 김씨）之子，官至一吉飡（一作大阿干），後娶繼烏夫人朴氏（계오부인 박씨），生下元聖王金敬信。元聖王即位後，追封父親為明德大王（韩语：／ Myŏngtŏk dae-wang），母親為昭文太后（소문태후），與始祖大王、太宗大王、文武王及元聖王祖父興平大王共同立廟供奉，稱「五廟」。
金孝讓有一支祖傳的萬波息笛（만파식적）給了元聖王，到貞元二年（786年）十月十一，日本舉兵攻打新羅，但聽到新羅有萬波息笛就退兵。日本遣使節以黃金五十兩請萬波息笛過去，次年再送一千兩黃金，表示日本國王（天皇）只是想見見萬波息笛，之後就會歸還。元聖王婉拒，並送使節三千兩銀，已及退回之前送來的黃金。使節離開後，元聖王命人將萬波息笛藏其於內黃殿。

## 家庭
- 父：興平大王金魏文
- 母：興吉王后金氏
- 妻：昭文太后朴氏
- 子：元聖大王金敬信